# Diplock courts
Las Diplock Courts son un tipo especial de juzgados, establecidos por el gobierno del Reino Unido en Irlanda del Norte, para evitar las intimidaciones a las que eran sometidos los miembros del jurado a la hora de juzgar aquellos casos que tenían relación con los grupos paramilitares (tanto nacionalistas como lealistas) dentro del contexto del Conflicto de Irlanda del Norte.
La característica principal de estos juicios era la suspensión del derecho a ser juzgado por un jurado popular. 
Su nombre proviene del legislador Lord Diplock, cuya objetivo era la criminalización de las actividades paramilitares, es decir, eliminar cualquier tipo de distinción legal entre delitos políticos y delitos comunes. Esta degradación del estatus de los paramilitares fue lo que provocó el inicio de las huelgas de hambre de 1981.
Hasta no hace mucho las Diplock Courts sólo habían condenado a paramilitares. Sin embargo, el 20 de diciembre de 2005 se sentenció un supuesto simpatizante de Al Qaida a 6 años de prisión por poseer información que podía ser utilizada para atentar contra aviones.
En agosto de 2006 se anunció que las Diplock Courts serían abolidas en julio de 2007. Sin embargo, los juicios sin jurado se seguirán utilizando en casos excepcionales.
- Datos: Q5279849